# إيغليزاو
إيغليزاو (بالألمانية: Eglisau) هي إحدى بلديات مقاطعة بولاخ في كانتون زيورخ في سويسرا. تبلغ مساحتها 9.07 كيلومتر مربع، ويقدر عدد سكانها بـ 5188 نسمة (حسب تعداد ديسمبر 2017).